# Muralismo

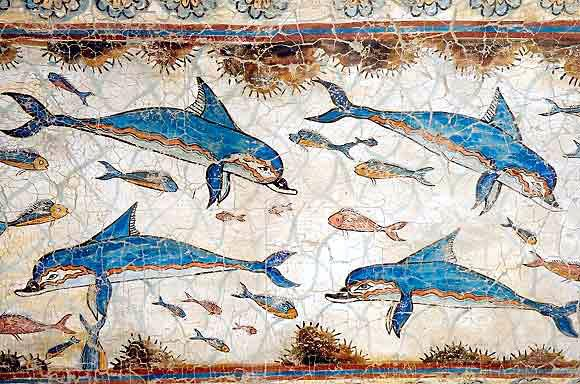
Fresco da Civilização Minoica, Grécia

Muralismo ou pintura mural é a pintura executada sobre uma parede, diretamente na sua superfície, como num afresco, num painel montado para uma exposição permanente. Ela difere de todas as outras formas de arte pictórica por estar profundamente vinculada à arquitetura, podendo explorar o caráter plano de uma parede ou criar o efeito de uma nova área de espaço.
A técnica de uso mais generalizado é a do afresco, que procede na aplicação de pigmentos de cores diferentes, diluídos em água, sobre argamassa ainda úmida.
O muralismo foi cultivado nas civilizações grega e romana, embora destes tenham restado poucos exemplares, entre os quais se destacam os encontrados nas ruínas de Pompeia e Herculano. A técnica também foi muito empregada na Índia nos murais das Grutas de Ajanta, e na China da dinastia Ming.
No século XIII, os trabalhos de Giotto deram extraordinário impulso à pintura mural e, a partir de então, surgiram grandes mestres dessa técnica. No Renascimento, foram criadas algumas obras-primas do muralismo, como os afrescos da capela Sistina, por Michelangelo, e a "Última ceia", de Leonardo da Vinci. Após o Renascimento, com o interesse progressivo por tapeçarias e vitrais para uso na decoração de interiores, a pintura mural entrou em decadência no Ocidente.
No século XX, a pintura mural ressurgiu, com todo vigor, em três fases principais: um gênero mais expressionista e abstrato que surgiu a partir de grupos cubistas e fauvistas, em Paris, e se manifestou nos trabalhos de Picasso, Matisse, Léger, Miró e Chagall; outro que se manifestou a partir do movimento revolucionário mexicano; e um movimento mural de curta duração, na década de 1930, nos Estados Unidos.
No México, a tradição milenar da pintura mural, também praticada por algumas culturas na era pré-colombiana, ressurgiu nas primeiras décadas do século XX, coincidindo com o movimento revolucionário. Os artistas da época viram no muralismo o melhor caminho para plasmar suas ideias sobre uma arte nacional popular e engajada.
No Brasil, a prática do muralismo empregado em obras de arquitetura se tornou altamente relevante no início do Séc. XX, tendo sido amplamente divulgado pelos modernistas, muitas vezes utilizando da pastilha Vidrotil, produto nacional que ganhou prestígio internacional por volta da década de 1930. O carioca Paulo Werneck está entre um dos mais importantes muralistas brasileiros. Outros artistas brasileiros de grande relevância na produção da arte muralista são, Candido Portinari, Emiliano Di Cavalcanti, Roberto Burle Marx e o Italiano, erradicado no Brasil, Bramante Buffoni. O MES Palácio Gustavo Capanema, a Igreja de São Francisco de Assis na Pampulha, o mural do teatro Cultura Artística e o residência Werneck Saldanha dos arquitetos Marcelo Roberto (MMM Roberto) em Paquetá-RJ, são alguns dos projetos arquitetônicos que ilustram com maestria a produção muralistica brasileira no século XX. Atualmente o artista mais influente na produção de murais no Brasil é o paulista Eduardo Kobra, conhecido internacionalmente por seus murais coloridos, usualmente executados em empenas de grandes edifícios.
Em Portugal existe uma variante de muralismo executada em azulejo, vulgarmente conhecida por painéis de azulejos, que consiste em murais de azulejos que têm vários tipos de expressão, desde a simples composição com azulejos coloridos até à forma clássica de desenhos que são executados antes do azulejo ser cozido.